# 庫爾迪加區
庫爾迪加區是拉脫維亞西部的一個已废置的區份。面積2,499.87平方公里。人口39,119人。区府庫爾迪加。下分2市18村。
拉脫維亞於2009年撤销了所有的区份，并改制为市镇。